# Austwell
Austwell és una població dels Estats Units a l'estat de Texas. Segons el cens del 2000 tenia 192 habitants.

## Demografia
Segons el cens del 2000, Austwell tenia 192 habitants, 88 habitatges, i 60 famílies. La densitat de població era de 205,9 habitants/km².
Dels 88 habitatges en un 21,6% hi vivien nens de menys de 18 anys, en un 55,7% hi vivien parelles casades, en un 11,4% dones solteres, i en un 31,8% no eren unitats familiars. En el 30,7% dels habitatges hi vivien persones soles el 14,8% de les quals corresponia a persones de 65 anys o més que vivien soles. El nombre mitjà de persones vivint en cada habitatge era de 2,18 i el nombre mitjà de persones que vivien en cada família era de 2,72.
Per edats la població es repartia de la següent manera: un 19,3% tenia menys de 18 anys, un 4,7% entre 18 i 24, un 21,4% entre 25 i 44, un 30,7% de 45 a 60 i un 24% 65 anys o més.
L'edat mediana era de 49 anys. Per cada 100 dones de 18 o més anys hi havia 98,7 homes.
La renda mediana per habitatge era de 23.750 $ i la renda mediana per família de 20.000 $. Els homes tenien una renda mediana de 37.917 $ mentre que les dones 21.250 $. La renda per capita de la població era de 19.146 $. Aproximadament el 32% de les famílies i el 33,5% de la població estaven per davall del llindar de pobresa.

## Poblacions més properes
El següent diagrama mostra les poblacions més properes.